# Africallagma pseudelongatum
Africallagma pseudelongatum – gatunek ważki z rodziny łątkowatych (Coenagrionidae).